# Sicherheitsanalyse
Die Sicherheitsanalyse ist Teil der Tätigkeiten im Rahmen des Sicherheitsmanagements in einer Organisation/einem Unternehmen oder dient der Zertifizierung von sicherheitskritischen Produkten, beispielsweise von Luftfahrzeugen. Ziel der Sicherheitsanalyse ist es, Bedrohungen zu erkennen, deren Eintrittswahrscheinlichkeit und Schadenspotenzial einzuschätzen und daraus das Risiko für die Organisation abzuschätzen oder ein Produkt so zu entwerfen, dass entsprechende Sicherheitsanforderungen erfüllt werden.

## IT-Sicherheit
Dieses Vorgehen ist nur schwer zu formalisieren, es ist in Teilbereichen jedoch versucht worden, eine Standardisierung, beispielsweise im Rahmen des Standards ISO 17799, zu erreichen.
Mittel der Sicherheitsanalyse sind sowohl technischer Art (darunter Vulnerability Scan und Penetrationstest) als auch prozessorientierter Art (Gespräche mit verantwortlichem Personal oder Datenschützern, Dokumentationsanalysen oder Geschäftsprozessanalyse).
Die Ergebnisse einer Sicherheitsanalyse sollten sich in der Empfehlung und Umsetzung von Maßnahmen zur Steigerung z. B. der IT-Sicherheit niederschlagen. Bei Kernkraftwerken werden mit Hilfe der Wahrscheinlichkeitsrechnung sog. probabilistische Sicherheitsanalysen durchgeführt.

## Luftfahrt
Der Ablauf einer Sicherheitsanalyse von Flugzeugsystemen wird in der ARP 4761 und der ARP 4754 der Society of Automotive Engineers (SAE) beschrieben. Je nach Schweregrad der Auswirkungen eines Fehlers auf die Flugzeugsicherheit, müssen unterschiedliche Wahrscheinlichkeiten für das Auftreten dieses Fehlers nachgewiesen werden. Die Wahrscheinlichkeiten hierfür sind mit Fehler pro Flugstunde festgelegt und liegen bei:
- 10−5/Flugstunde für die Kategorie "Major"
- 10−7/Flugstunde für die Kategorie "Hazardous" bzw. "Severe Major"
- 10−9/Flugstunde für die Kategorie "Catastrophic"[1]

Der Nachweis erfolgt gegenüber den Luftsicherheitsbehörden, beispielsweise der Federal Aviation Administration (FAA) und der Europäischen Agentur für Flugsicherheit (EASA).
Die Prozess der Sicherheitsanalyse umfasst nach der ARP 4761 unterschiedliche Schritte:
- Aircraft Functional Hazard Assessment (FHA)[3]
- Aircraft Fault Tree Analysis (FTA)
- System Functional Hazard Assessment (FHA)[3]
- Preliminary System Safety Assessment (PSSA)
- System Safety Assessment (SSA)
- Common Cause Analysis (CCA)